# Claudine Vierstraete
Claudine Vierstraete (Torhout, 11 de febrero de 1960-Veldegem, 4 de octubre de 2023) fue una deportista belga que compitió en ciclismo en la modalidad de pista. Ganó una medalla de plata en el Campeonato Mundial de Ciclismo en Pista de 1981, en la prueba de velocidad individual.

## Medallero internacional
| Campeonato Mundial | Campeonato Mundial    | Campeonato Mundial | Campeonato Mundial   |
| Año                | Lugar                 | Medalla            | Competición          |
| ------------------ | --------------------- | ------------------ | -------------------- |
| 1981               | Brno (Checoslovaquia) | Medalla de plata   | Velocidad individual |